# Keçiören

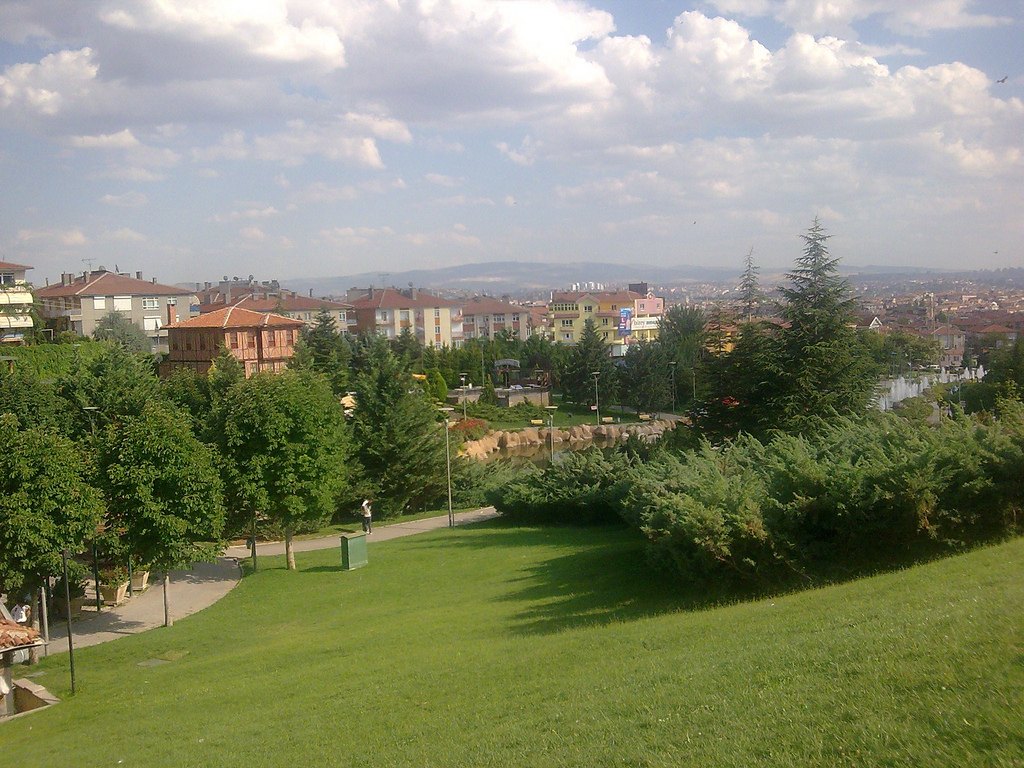
Una vista del parque Gökçek

Keçiören es un distrito metropolitano de la provincia de Ankara en la región de Anatolia Central de Turquía, un distrito superpoblado en la zona norte de la ciudad de Ankara. Según el censo de 2010, la población del centro del distrito es 817,262 El distrito cubre un área de 190 km² (73 mi²), y la elevación promedio es 850 m (2789 pies). El río Çubuk atraviesa el centro del distrito.

## Barrios
Hay 50 barrios en Keçiören a partir de 2017.
- 19 Mayıs
- 23 Nisan
- Adnan Menderes
- Aktepe
- Aşağıeğlence
- Atapark
- Ayvalı
- Bademlik
- Bağlarbaşı
- Basınevleri
- Çaldıran
- Çalseki
- Çiçekli
- Emrah
- Esertepe
- Etlik
- Güçlükaya
- Gümüşdere
- Güzelyurt
- Hasköy
- Hisar
- İncirli
- Kafkas
- Kalaba
- Kamil Ocak
- Kanuni
- Karakaya
- Karargahtepe
- Karşıyaka
- Kavacık Subayevleri
- Kösrelik
- Köşk
- Kuşcağız
- Osmangazi
- Ovacık
- Pınarbaşı
- Sancaktepe
- Sarıbeyler
- Şefkat
- Şehit Kubilay
- Şenlik
- Şenyuva
- Tepebaşı
- Ufuktepe
- Uyanış
- Yakacık
- Yayla
- Yeşilöz
- Yeşiltepe
- Yükseltepe

## Etimología
El nombre Keçiören proviene de "keçi" (cabra) y "ören" (ruinas). Ankara es famosa por su cabra (Ankara Keçisi), que se utiliza como fuente de ropa de angora, como sudaderas de angora. El área fue utilizada para la cría de ganado mucho antes de convertirse en un área suburbana.

## Política
Hasta la década de 1950, esta era una zona verde y agradable fuera de la ciudad, pero ha habido una enorme explosión demográfica en los últimos años. El presidente de Turquía, Recep Tayyip Erdoğan, tiene su residencia en Ankara dentro del distrito.
En agosto de 2018, el Municipio decidió no otorgar licencias comerciales a marcas estadounidenses, incluidas McDonald's, Starbucks y Burger King, como respuesta a las sanciones de EE. UU. a Turquía.

## Deportes
El club deportivo Keçiörengücü tiene su sede en Keçiören.

## Ciudades gemelas: ciudades hermanas
Los siguientes lugares son ciudades hermanas de Keçiören:
- Tainan, Taiwan (2005)
- Goražde, Bosnia and Herzegovina (2010)
- Stirling, Scotland (2013)

## notas
1. ↑  Statistical Institute Uso incorrecto de la plantilla enlace roto (enlace roto disponible en Internet Archive; véase el historial, la primera versión y la última).
2. ↑  GeoHive. «Statistical information on Turkey's administrative units». Consultado el 31 de marzo de 2008.
3. ↑  Statoids. «Statistical information on districts of Turkey». Consultado el 3 de mayo de 2008.
4. ↑  Turkish Ministry of the Interior. «Civilian Administrative Units in Turkey» (en turco). Consultado el 31 de enero de 2017.
5. ↑  «Keçiören Nüfusu Ankara». www.nufusu.com. Consultado el 21 de septiembre de 2022.
6. ↑  «İşte Başbakan Erdoğan'ın evi». www.haberturk.com (en turco). 28 de febrero de 2007. Consultado el 21 de septiembre de 2022.
7. ↑  Municipality in Turkish capital Ankara stops issuing licenses to major US food brands